# Municipio de Cecil (Pensilvania)
El municipio de Cecil (en inglés: Cecil Township) es un municipio ubicado en el condado de Washington, en el estado estadounidense de Pensilvania. En el año 2000, tenía una población de 9756 habitantes, y una densidad poblacional de 143 personas por kilómetro cuadrado.

## Geografía
El municipio de Cecil se encuentra ubicado en las coordenadas 40°18′58″N 80°11′50″O / 40.31611, -80.19722.

## Demografía
Según la Oficina del Censo, en 2000, los ingresos medios por hogar en la localidad eran de $50 616, y los ingresos medios por familia eran de $54 562. Los hombres tenían unos ingresos medios de $42 232, frente a los $27 857 de las mujeres. La renta per cápita para la localidad era de $22 340. Alrededor del 5,2 % de la población estaba por debajo del umbral de pobreza.